# Beate Mainka-Jellinghaus
Beate Mainka-Jellinghaus, née le 27 juillet 1936 à Oppeln, est une monteuse de films allemande qui fait partie du mouvement du nouveau cinéma allemand et qui est particulièrement connue pour ses nombreux films avec le réalisateur Werner Herzog.
Entre 1966 et 1986, elle a été créditée sur plus de vingt-cinq longs métrages tant de fiction que documentaires.

## Biographie
En 1959, elle fait la connaissance du réalisateur Edgar Reitz, avec qui elle travaille sur de courts documentaires jusqu'en 1966 environ. Elle est présentée par Reitz au réalisateur Alexander Klugeet ainsi ces trois personnalités deviennent les premiers représentants du nouveau cinéma allemand. La longue collaboration de Mainka avec Kluge commence avec Die Patriotin (1964), et se poursuit jusqu'en 1986, dont les films Anita G. (1966) et Les Artistes sous les chapiteaux : Perplexes (1968).
En 1967 et 1968, Mainka-Jellinghaus enseigne le montage de films à l'École de design d'Ulm, où elle est membre de l'Institut für Filmgestaltung (Institut de conception de films) fondé par Edgar Reitz et Alexander Kluge. Depuis 1968, à partir du film Signes de vie, Mainka-Jellinghaus travaille avec le réalisateur Werner Herzog sur vingt films, dont plusieurs des films les plus connus de Herzog tels que Aguirre, la colère de Dieu (1972) et Fitzcarraldo (1982). Son dernier film avec Herzog est Le Pays où rêvent les fourmis vertes (1984).
Après son dernier film avec Kluge, Miscellaneous News (1986), elle se retire dans la vie privée ; l'ère du nouveau cinéma allemand était terminée.

## Récompenses
- 1975 : Deutscher Filmpreis du meilleur montage (Deutscher Filmpreis/Bester Schnitt) pour L'Énigme de Kaspar Hauser (1974, réalisé par Werner Herzog) et pour Dans le danger et la plus grande détresse, le juste milieu apporte la mort (In Gefahr und größter Not bringt der Mittelweg den Tod, réalisé par Alexander Kluge).
- 1978 : Ruban d'or pour la conception de films pour L'Allemagne en automne
- 1978 : Prix spécial de reconnaissance (partagé) au 28e Festival international du film de Berlin pour L'Allemagne en automne[2].